# James Young (Basketballspieler)
James Young (* 16. August 1995 in Flint, Michigan) ist ein US-amerikanischer Basketballspieler.

## Highschool
Young besuchte die Highschools in Troy und Rochester Hills. Als Junior in Troy erzielte Young in der Saison 2011/12 durchschnittlich 25,1 Punkte, 10,5 Rebounds, 4,5 Assists und 2,5 Steals pro Spiel. Als Senior in Rochester erzielte er 2012/2013 27,2 Punkte, 16,0 Rebounds und 5,7 Assists pro Spiel.
Von ESPN.com wurde Young daraufhin als Nummer 3 auf der Small Forward Position und achter Spieler seines Jahrgang im Jahr 2013 zum Fünf-Sterne-Rekruten gewählt.

## College
In seiner Saison als Freshman an der University of Kentucky erzielte Young als zweiter Spieler in der Geschichte der Schule 82 Dreier in der Saison. In 40 Spielen erzielte er durchschnittlich 14,3 Punkte, 4,3 Rebounds und 1,7 Assists in 32,4 Minuten pro Spiel.
Am 17. April 2014 erklärte Young, in der NBA spielen zu wollen. Damit verzichtete er auf seine letzten drei Jahre am College.

## NBA
Am 26. Juni 2014 wurde Young an 17. Stelle von den Boston Celtics in der NBA-Draft 2014 gezogen. Am 10. Juli 2014 unterschrieb er bei den Boston Celtics seinen Rookie-Vertrag. Nach der Saison 2016/17 lief sein Vertrag bei den Celtics aus und er wurde Free Agent.